# Kulihrášek

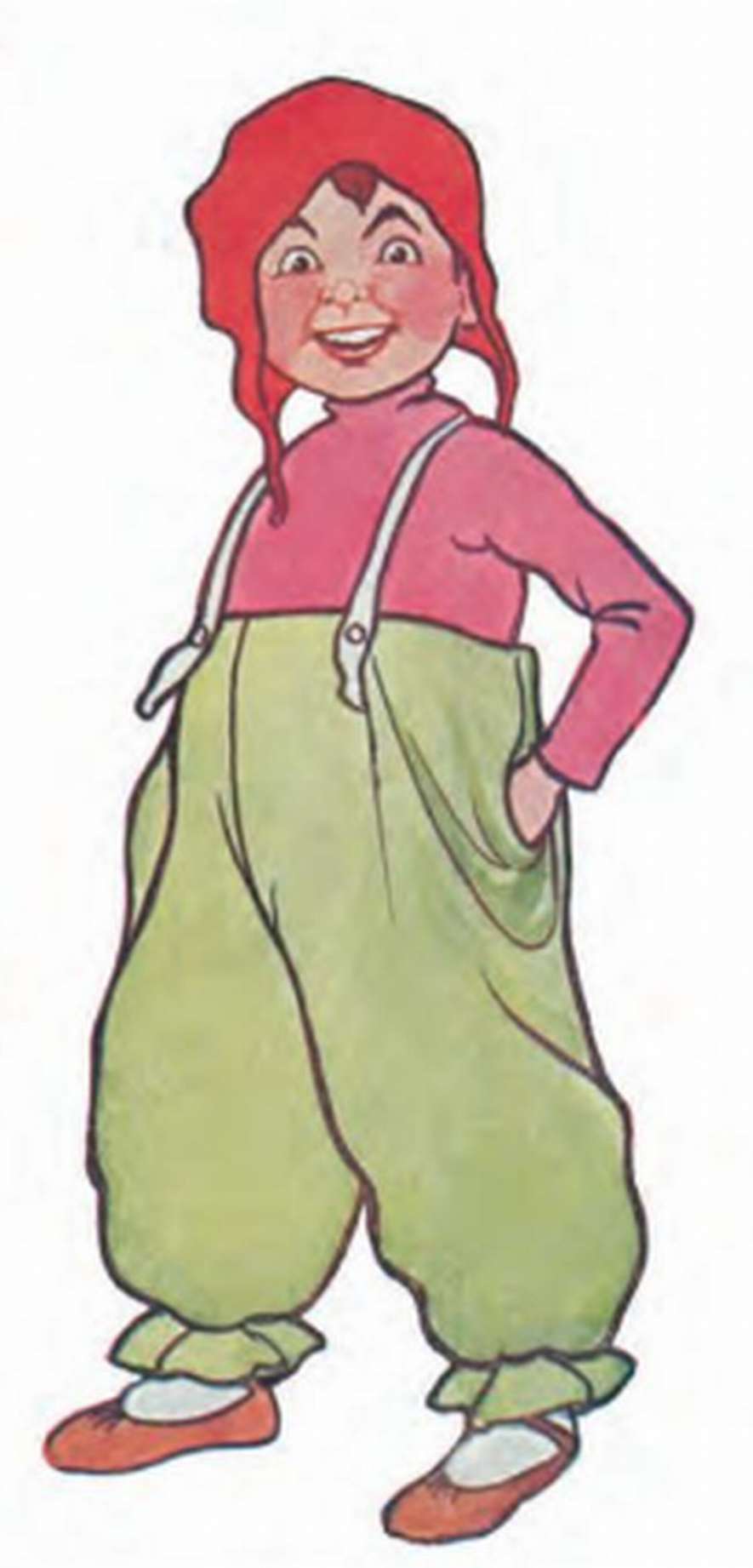
Trpaslíček Kulihrášek

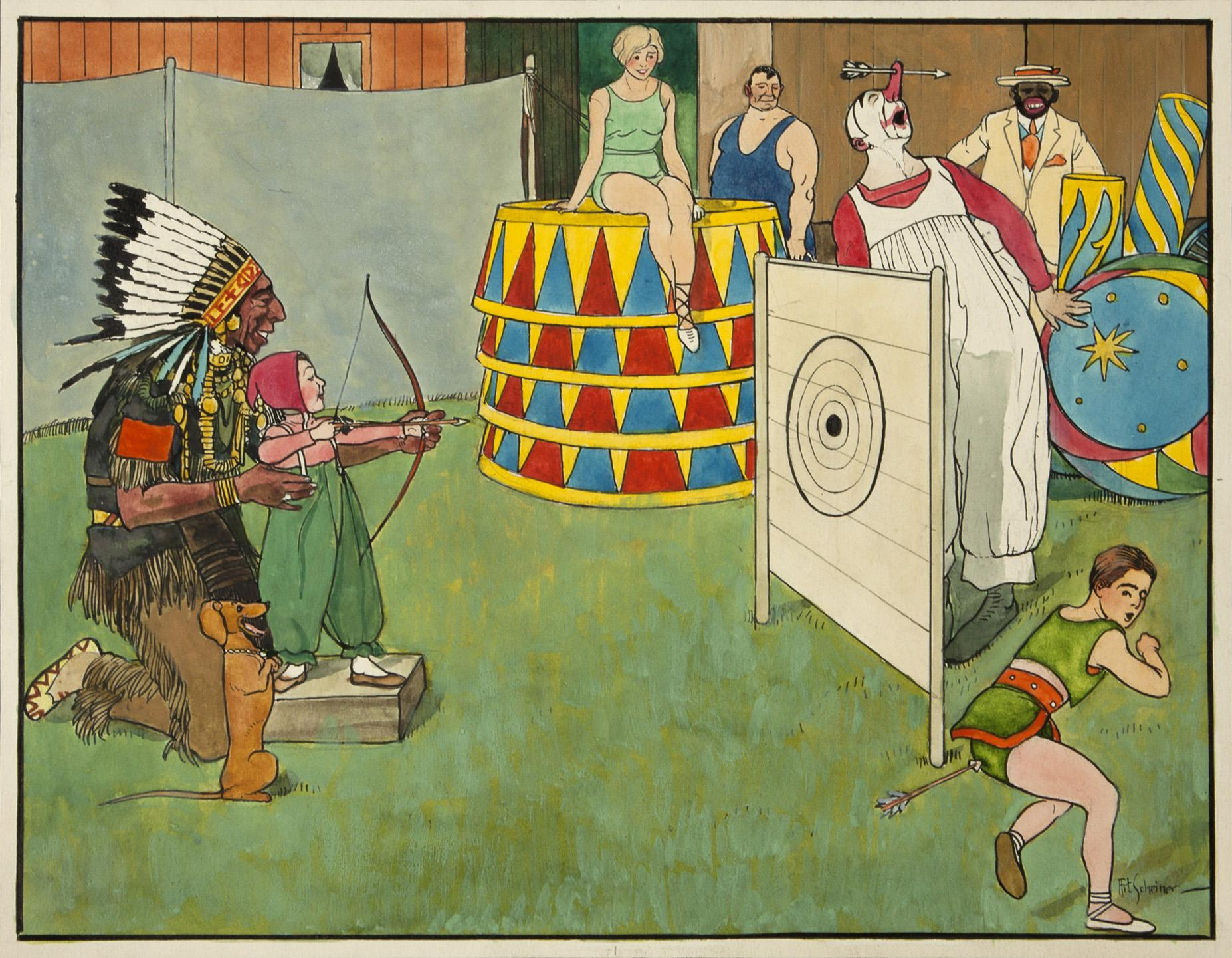
Kulihrášek tulák

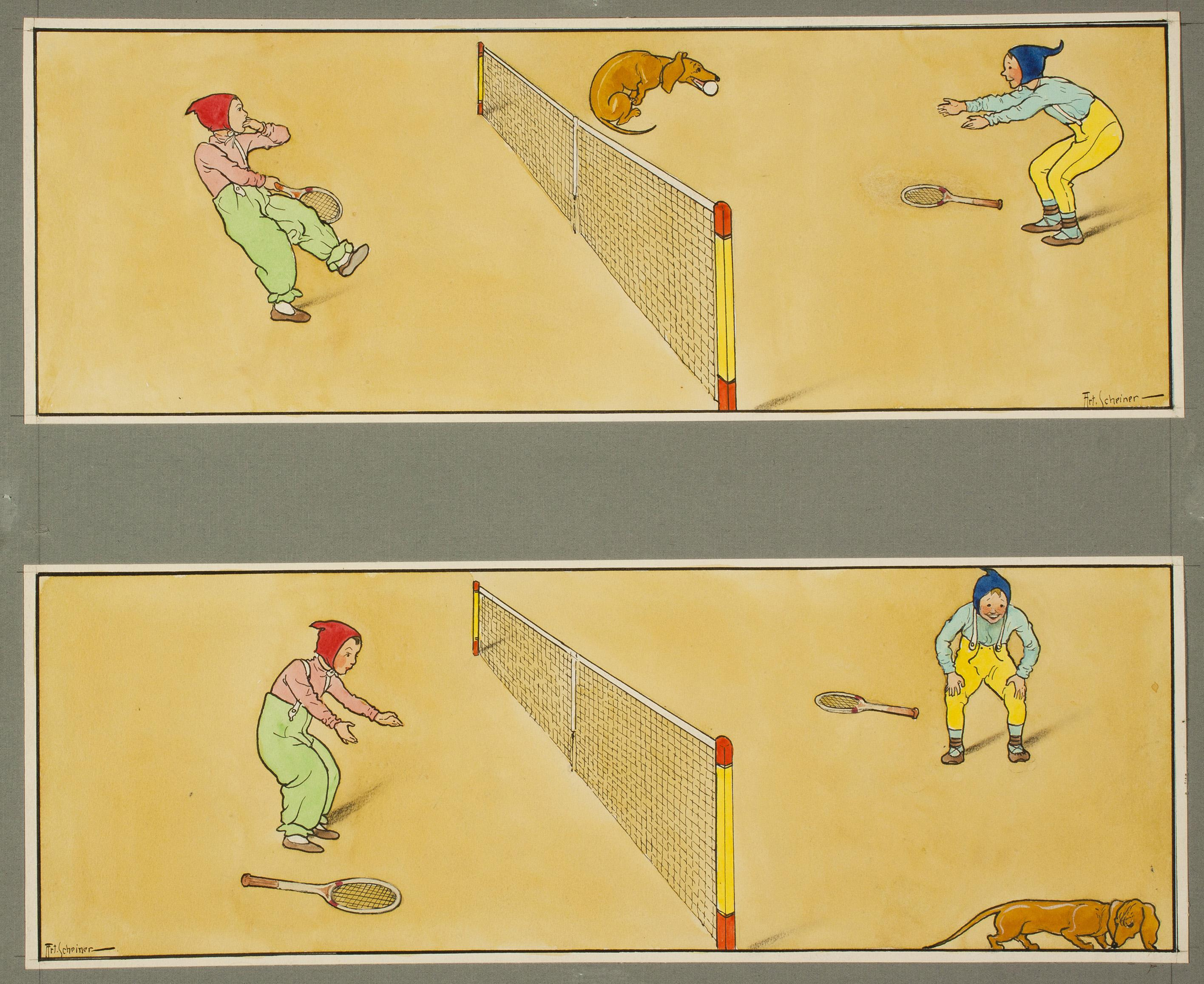
Kulihrášek sportovec

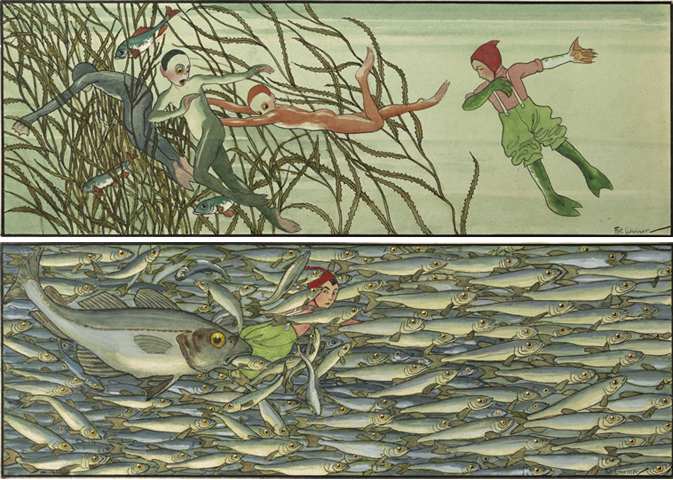
Kulihrášek v hlubinách mořských

Kulihrášek je prvorepublikový komiks ilustrovaný obrázky Artuše Scheinera. Verše napsala Marta Voleská a nakladatelem byl Gustav Voleský, knihkupec v Praze.

## Etymologie
Původní význam z pohádky se změnil a popularity dosáhl až postavou v tomto komiksu.
Kulihrášek je původem jméno použité v jedné z běloruských pohádek. Ty shromažďoval ruský antropolog, spisovatel, literární kritik, jazykovědec, novinář, sběratel lidové slovesnosti a pohádek Alexandr Nikolajevič Afanasjev (1826–1871). Afanasjevovu pohádku s Kulihráškem umístil spisovatel, překladatel a sběratel českých lidových písní a pohádek Karel Jaromír Erben (1811–1870) do své sbírky slovanských pohádek. Pohádka o Kulihráškovi se dostala i do Ruských národních pohádek, jejichž autorem byl český editor jazykových a dějepisných učebnic, konverzačních příruček a překladatel z ruštiny a němčiny František Vymazal (1841–1917). A byla to právě tato sbírka pohádek, z níž slovo Kulihrášek postupně zlidovělo a dostalo nový význam – roztomilý trpaslíček.

## Seznam dílů
- Voleská, Marta. Kulihráškova abeceda . V Praze: Gustav Voleský, [1927?]. 12 nečíslovaných stran.
- Voleská, Marta. Trpaslíček Kulihrášek mezi zvířátky. Praha: Gustav Voleský, [1927]. [10] s.
- Scheiner, Artuš a Voleská, Marta. Kulihráškův výlet . V Praze: Gustav Voleský, [1928?]. 12 nečíslovaných stran.
- Voleská, Marta. Kulihrášek tulák. V Praze: G. Voleský, 1929. [XI] s.
- Voleská, Marta. Kulihrášek na řemesle. V Praze: Gustav Voleský, [mezi 1918 a 1938]. [10] s.
- Voleská, Marta. Kulihrášek a sportovec. V Praze: Gustav Voleský, [1930]. [XI] s.
- Voleská, Marta. Kulihrášek u moře. V Praze: Gustav Voleský, [1930]. [XI] s.
- Voleská, Marta. Kulihrášek trosečník. V Praze: Gustav Voleský, [1931]. [X] s.
- Voleská, Marta. Kulihrášek u severní točny . V Praze: Gustav Voleský, [1931]. [XI] s.
- Voleská, Marta. Kulihrášek a všesokolský slet. Praha: Gustav Voleský, [1932]. [10] s.
- Voleská, Marta. Kulihrášek v hlubinách mořských. Praha: Gustav Voleský, [1932]. [15] s.
- Voleská, Marta. Kulihrášek mezi hračkami. Praha: Gustav Voleský, [1933]. [15] s.
- Voleská, Marta. Kulihrášek u čaroděje. V Praze: Gustav Voleský, [1934]. [VI] l.
- Voleská, Marta. Kulihrášek s Majdalenkou a kouzlo zlaté jahody. V Praze: Gustav Voleský, 1935. [VI] l.

a další
Knihu Kulihráškův národní slabikář (1940) ilustroval M. Novák.